# Tonči Stipanović
Tonči Stipanović (Spalato, 13 giugno 1986) è un velista croato.

## Palmarès

### Giochi olimpici
- 2 medaglie:
  - 2 argenti (Laser a Rio de Janeiro 2016, Laser a Tokyo 2021)

### Mondiali Laser
- 2 medaglie:
  - 2 argenti (Boltenhagen 2012)
  - 2 bronzo (Melbourne 2020 e Barcellona 2021)

### Mondiali Optimist
- 1 medaglia:
  - 1 argento (Martinica)

### Europei
- 4 medaglie:
  - 4 ori (Tallinn 2010 nella classe Laser; Helsinki 2011 nella classe Laser; Dublino 2013 nella classe Laser; Spalato 2014 nella classe Laser)

### Giochi del Mediterraneo
- 2 medaglie:
  - 1 oro (Mersin 2013 nella classe Laser)
  - 1 argento (Pescara 2009 nella classe Laser)